# Berthe Bourgonnier-Claude
Berthe Bourgonnier-Claude, née le 10 décembre 1858 à Paris et morte le 14 juin 1921 à Agon-Coutainville (Manche), est une peintre française.

## Biographie

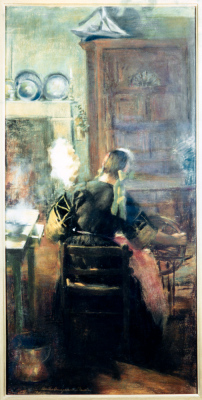
La fileuse, intérieur, pastel sur toile,, exposé en 1909 au Salon de l'Union des femmes peintres et sculpteurs. Collection Centre national des arts plastiques.

Élisa Berthe Leroy est la fille d'Arsène Denis Leroy, cuisinier, et de Marceline Hortense Jouenne, modiste.
En 1893, elle épouse le peintre Claude Bourgonnier ; Paul-Louis Delance, René Rozet, et Lucien-Pierre Sergent sont témoins du mariage, lors duquel les époux légitiment leur fille Angèle Leroy, née en 1878.
Élève de Paul-Louis Delance, elle expose au Salon à partir de 1898 et jusqu'en 1921.
Pastelliste, elle peint essentiellement des scènes de genre, des intérieurs, des paysages, des fleurs. Elle s'inspire de la Bretagne, en particulier des villes de Pont-l'Abbé, Pont-Aven et Douarnenez.
De 1900 à 1902, elle expose avec Les XII à la Bodinière, groupe de douze artistes femmes de différentes nationalités, tentative audacieuse pour l'époque, au théâtre de la Bodinière à Paris,.
Elle obtient en 1907 une mention honorable au Salon ainsi que le 2e prix de l'Union des femmes peintres et sculpteurs.
Elle meurt la veille de la mort de son mari, le 14 juin 1921, à Agon-Coutainville à l'âge de 62 ans ; la vente des ateliers des époux Bourgonnier a lieu les 22 et 23 décembre 1921 à l'hôtel Drouot.

## Œuvres dans les collections publiques
- Musée d'Uzès : Les brodeuses de Pont-l'Abbé, pastel 105 × 125 cm (don de la duchesse d'Uzès)[11].